# 藤井伊右衛門
14代 藤井 伊右衛門（ふじい いうえもん、1890年 （明治23年）2月2日 - 1974年（昭和49年）5月8日）は、日本の実業家、政治家。衆議院議員、長野市長。初名・邦太郎。

## 経歴
長野県上水内郡長野町西之門町（現長野市）で、醸造業・「吉野屋」の13代藤井伊右衛門の長男として生まれる。生家は紀伊国発祥で、慶長3年（1598年）に善光寺町に移住し、代々にわたり町年寄を務めた。
長野県立長野中学校を経て、1912年、大阪高等工業学校醸造科を卒業。1926年、家督を相続して14代藤井伊右衛門を襲名し吉野屋を継いだ。
1934年12月7日、長野市長に就任し、1937年5月23日まで在任。1942年4月の第21回衆議院議員総選挙で翼賛政治体制協議会の推薦を受け長野県第一区から出馬して当選。大政翼賛会長野県支部事務局長、県翼賛壮年団長などを務めた。
戦後は大政翼賛会の県事務局長や推薦議員のため公職追放となり、(株) よしのや社長、雲山銘醸 (株) 社長、長野キリン販売 (株) 会長、北信酒造組合長、県酒造組合連合会評議員、長野保護観察審査会副会長、長野県公安委員会委員長、長野県社会福祉協議会長、全国社会福祉協議会副会長などを歴任した。